# Tbilisi Zoo

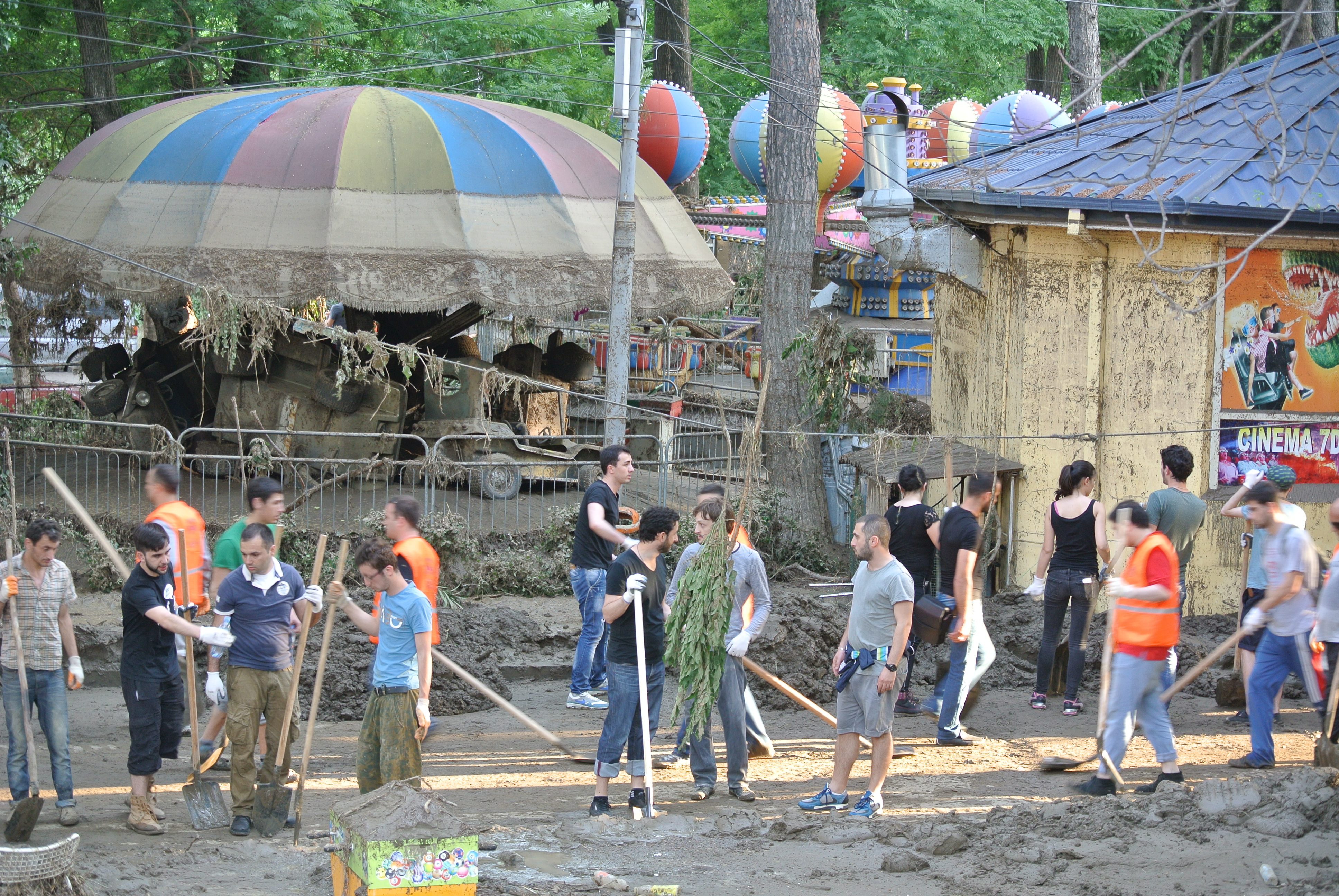
Ogród zoologiczny w Tbilisi po powodzi (2015)

Tbilisi Zoo – ogród zoologiczny w Tbilisi, założony w 1927. W stołecznym Zoo Gruzji przebywało około 600 zwierząt, z czego ponad połowa zginęła w wyniku powodzi jaka nawiedziła ogród w nocy z 13 na 14 czerwca 2015 r. Na skutek kataklizmu na wolność wydostały się zwierzęta drapieżne m.in. lwy, tygrysy, wilki, niedźwiedzie, krokodyle a także hipopotam. Część zwierząt udało się schwytać inne zastrzelono w obawie przed utratą życia i zdrowia mieszkańców miasta.